# Antall Péter
Antall Péter (Budapest, 1964. március 23. –) magyar fotóriporter, Antall József miniszterelnök fia, a 2009-ben létrehozott Antall József Tudásközpont igazgatója.

## Tanulmányai, munkássága
1984-ben érettségizett. 1985-től az Országos Mezőgazdasági Könyvtárban, majd a Magyar Nemzeti Múzeumban (1985-1987) dolgozott fotósként. Közben régészeti ásatásokon vett részt 1984 és 1987 között. A Magyar Távirati Iroda munkatársa volt 1987 és 1988 között; a Reform című folyóiratnál dolgozott 1988-1989, majd 1993-1995 között. Az Igazságügyi Minisztérium munkatársa lett 1999-ben, majd 2002-től Dávid Ibolya mellett tevékenykedett szakértőként. 2004-től lett az Antall József Alapítvány kutatási igazgatója.
A rendszerváltás után, 1991-ben elvégezte a MÚOSZ újságíró iskoláját. 2002-ben az Államigazgatási Főiskolán működő Századvég Politikai Iskolában szerzett politikai elemzői diplomát, majd 2004-ben a Szegedi Tudományegyetem kommunikáció szakát is elvégezte. 2009-ben édesanyja százezer forint adományozásával létrehozta az Antall József Politika- és Társadalomtudományi Tudásközpont Alapítványt, amiből aztán Antall Péter 2010-ben megszervezte a Corvinus Egyetem helyiségeiben, de attól függetlenül működő Antall József Tudásközpontot. Az AJTK 2015-ös mérlegében 600 millió forintos évi állami támogatás szerepel. Antall Péter fizetése havi bruttó 2,3 millió forint. 2017 januárjában Antall Péter megtiltotta, hogy a Tudásközpont dolgozói a kormányéval ellentétes véleményt fogalmazzanak meg nyilvános felületeken. Az intézmény jogász munkatársát, aki felhívta figyelmét ennek a lépésnek a jogsértő jellegére, azonnali hatállyal eltávolította állásából.
Fotóival jelentős külföldi és hazai kiállításokon vett részt. Művei egy sor útikönyvben is megjelentek.

## Főbb művei
- Magyar királyi városok; fotó Antall Péter, Gedai Csaba, szöveg Soltész István; Gabo, Budapest, 2000
- Egyiptom. Változó fényben; közrem. Bartos Zoltán, Juhász Ernő; Alexandra, Pécs, 2003
- Antall József élete képekben. Emlékkönyv a miniszterelnök születésének 75. évfordulójára; összeáll. Antall Péter, Várkonyi Balázs; Alexandra, Pécs, 2007
- Szépséges Budapest; fotó Antall Péter, Gedai Csaba; Kossuth, Budapest, 2010
- Szubjektív az objektíven keresztül; Antall József Tudásközpont–MAAC Kft., Budapest, 2022–
  - 1. 1985–1990